# Курина Велика
Курина Велика (пол. Kurzyna Wielka) — село на Закерзонні в Польщі, у гміні Улянув Ніжанського повіту Підкарпатського воєводства.
Населення — 278 осіб (2011).

## Історія
Після анексії поляками Галичини західне Надсяння півтисячоліття піддавалось інтенсивній латинізації та полонізації.
В ході Йосифинської колонізації Галичини в 1783 р. на між селами Курина Велика і Курина Мала утворена німецька колонія Ґросс Раухерсдорф (Gross Rauchersdorf), назва якої в перекладі з німецької означає «село Велика Курина».
У 1831 р. Курина Велика зазначається в переліку сіл, які належали до греко-католицької парафії Дубрівка Каньчузького деканату Перемишльської єпархії, кількість парафіян подана разом з селом Курина Мала — 170 осіб
Відповідно до «Географічного словника Королівства Польського» в 1883 р. село знаходилось у Нисківському повіті Королівства Галичини та Володимирії Австро-Угорщини, у селі був 594 мешканці, з них 398 римо-католиків, греко-католики подані разом з селом Курина Мала — 118 парафіян. На той час унаслідок насильної асиміляції українці західного Надсяння опинилися в меншості.
Відповідно до «Географічного словника Королівства Польського» в 1888 р. гміна Раухерсдорф знаходилось у Нисківському повіті Королівства Галичини та Володимирії Австро-Угорщини, складалася з двох частин, які розміщувались на відповідно на землях сіл Курина Мала і Курина Велика: Кляйн Раухерсдорф (Klein Rauchersdorf, 33 будинки і 196 мешканців) та Ґрос Раухерсдорф (Rauchersdorf, 30 будинків і 143 мешканці), загалом у гміні було 339 мешканців, з них 328 римо-католиків, 3 греко-католики і 8 юдеїв.
З 1892 р. Шематизм Перемишльської греко-католицької єпархії подавав число грекокатоликів окремо для Курини Великої — 34 парафіянина.
У 1939 р. в селі нараховувалось 61 греко-католик — належали до греко-католицької парафії Дубрівка Лежайського деканату Перемишльської єпархії. Село входило до ґміни Яроцин Нисківського повіту Львівського воєводства Польщі.
У 1975—1998 роках село належало до Тарнобжезького воєводства.

## Демографія
Демографічна структура станом на 31 березня 2011 року:
|          | Загалом | Допрацездатний вік | Працездатний вік | Постпрацездатний вік |
| -------- | ------- | ------------------ | ---------------- | -------------------- |
| Чоловіки | 142     | 24                 | 107              | 11                   |
| Жінки    | 136     | 29                 | 77               | 30                   |
| Разом    | 278     | 53                 | 184              | 41                   |